# Scitala nemesis
Scitala nemesis är en skalbaggsart som beskrevs av Blackburn 1907. Scitala nemesis ingår i släktet Scitala och familjen Melolonthidae. Inga underarter finns listade i Catalogue of Life.